# 毛却非
毛却非（1911年—1950年2月4日），中華民國海軍美頌艦艦長，1949年10月19日宣布起義將美頌艦駛往上海，途中遭官兵制伏後押送高雄左營軍港，1950年2月4日槍決於桃子園刑場。

## 生平
毛却非原名毛富儒，1911年生於四川省簡陽縣貧農家庭，小學畢業後到上海半工半讀，先後就讀上海浦東中學、杭州高中，1931年適逢九一八事變，毛却非積極參與請願要求政府抗日，1935年毛却非赴江蘇鎮江考入電雷學校航海班，七七事变後該校遷到四川省萬縣，毛却非組織「中國海軍再生運動會」。
海軍學校畢業後，由於未被分派軍務，毛却非返回故鄉在簡陽縣初級中學任教，1941年重返萬縣入中央訓練團幹部訓練班，1942年與馬健瑛結婚。
1945年抗日戰爭勝利，中華民國從美軍獲得許多中型艦艇，1945年毛却非奉派調青島任中建號軍艦槍炮官，1946年春改派到上海任海軍聯榮艦登陸艇艦長，繼而在美平艦服務。1945年第二次國共內戰爆發，隨著局勢變化，中共密集策反。毛却非在海軍的同學楊滄活是共產黨員，經常與毛却非接觸從事地下工作，1948年介紹毛却非加入組織，與王顯群、姜偉衡一組。
1949年4月22日渡江戰役南京解放，毛却非接獲海軍司令部命令調廣州接任美頌艦艦長。由王顯群安排送馬健瑛與三個孩子到廣州與毛却非會合，傳遞三個月後組織將派人與她聯繫。毛却非同學曹遠逸告訴他有人在議論他1937年加入共產黨，建議他回四川可以在重慶找到工作，毛却非沒有接受。1949年10月初，中共派員與毛却非聯繫告知楊滄活在香港與他接頭，約定起義事宜。
1949年10月14日，毛却非接到命令前往香港運送衛生器材到左營，毛却非到香港後與妻子馬健瑛到楊滄活處取得大小兩面五星紅旗和宣傳品，並安排電官毛扶正、醫官彭竹修、槍炮官張紀君一同上船，準備隔日升起五星旗作為起義標誌，晚間毛祕密召集輪機長、槍炮官、帆纜班長、電官、醫官和警衛連李副連長開會，傳達共產黨組織的指示，散會後毛却非進入官艙草擬起義宣言，但毛却非忽略了海軍電雷派與青島海校的矛盾，毛却非出身電雷却找了青島海校的幹部討論起義，結果導致起義失敗，深夜時分士兵持槍衝進艦長室只有馬健瑛在，未見到毛却非，於是眾人衝進官艙逮捕了毛却非，並控制了艦上其他官兵，將船駛向澳門檢修後開往高雄左營。
毛却非同妻子馬健瑛關在一起時，告訴妻子審訊時將所有罪名都推給自己，藉以脫罪，1949年10月28日美頌艦抵達高雄，起義官兵及馬健瑛都被押往鳳山監獄關押審訊。1949年12月21日馬健瑛獲判無罪，1950年1月7日保釋出獄，毛却非與槍炮官張紀君則以叛變罪名判處死刑，1950年2月4日槍決於高雄左營桃子園刑場。

## 中共烈士遺族
由於毛却非遭到槍決後，馬健瑛帶著孤兒住在海軍艦長陳紹平家，情堪憐憫，由毛却非的同學們聯名請求將馬健瑛及其兒女送回四川原籍，1950年2月海軍派員押送馬健瑛及其子女搭中權艦到舟山。馬健瑛帶著子女搭乘漁船到江蘇北面呂四區登岸回到解放區，受到南通當地政府的歡迎與接待。1950年5月26日，中國人民解放軍海軍情報處將馬健瑛及其子女接送志上海居住。不久，馬健瑛遷居南京，三個子女按烈士遺族由國家撫養。
毛却非的弟弟毛扶正，在艦上擔任電報官，受兄長牽連判刑5年，出獄後由陳紹平介紹進入海軍造船廠服務，之後前往基隆工作，晚年獲得平反並申請到補償金。

## 平反
1958年馬健瑛帶養三個子女回到簡陽縣毛却非的故鄉務農，由於當地人對他們不認識，一度受到政治懷疑和歧視。文化大革命爆發後，馬健瑛及其家人因毛却非的國民黨海軍艦長身份被打為黑五類深受迫害批鬥。1964年開始毛却非的大兒子毛兵雄即多次寫信給中共海軍政治部。中共海軍政治部回函表示「毛却非原系蔣軍海軍“美頌”艦艦長，一九四九年在香港起義，因事機洩露，被國民黨逮捕殺害，其家屬應按烈屬對待。」但相關迫害終未停止。直到1978年海軍政治部及成都軍區幹部專程探望馬健瑛及其家人，始獲得平反。